# Claus Madsen
|  | For den danske politiker i Tyskland, se Claus Ruhe Madsen |
Claus Fladmose Madsen (født 11. marts 1975) er en dansk tidligere fodboldspiller og nuværende assistenttræner i FC Fredericia.
Madsen foretrukne position på banen var enten højre eller venstre kanten på midtbanen.
Han har spillet i Odense Boldklub (1998 – 2002) hvor han spillede 56 kampe og lavede 6 mål. Claus Madsen kom til FC Midtjylland fra OB i sommeren 2002. Madsen meddelte den 6. oktober 2009 at han ville stoppe sin karriere den 1. januar 2010. Madsen ville derefter fortsætte som assistent i klubben Skive IK.